# Tucupido
Tucupido – miasto w Wenezueli, w stanie Guárico.